# Pseudoclanis subviridis
Pseudoclanis subviridis är en fjärilsart som beskrevs av Talbot 1932. Pseudoclanis subviridis ingår i släktet Pseudoclanis och familjen svärmare. Inga underarter finns listade i Catalogue of Life.